# 정부 폐쇄
정부 폐쇄(政府閉鎖)는 입법부가 행정부의 운영에 자금을 지원하거나 승인하는 주요 법안을 통과시키지 않아 정부의 운영이 일부 또는 전부 중단되는 경우 발생한다.
미국 정부 폐쇄 1980년 이래 주기적으로 발생하여왔으며, 이는 이전 예산안이 만료되기 전에 예산안 통과시키지 못한 데서 비롯된 것이다.
대부분의 유럽 국가에서 채택하고 있는 의원내각제에서는 정부 내부의 교착 상태가 발생할 가능성이 낮지만, 행정부가 권력을 유지하려면 입법부의 승인을 받아야 하며(신임 및 공급), 예산이 통과되지 못하면 일반적으로 선거가 실시된다(공급 손실). 대통령제에서는 행정부가 일반적으로 승인된 예산 없이도 정부를 기능시킬 수 있는 권한을 갖는다.

## 영국
2011년 고정임기 의회법이 통과되기 전까지는 의회 관례로 인해 영국 에서 정부를 폐쇄하는 것은 불가능하였다. 의회에서 다수당을 장악하지 못한 정부는, 국왕의 개원연설이 부결되거나 의회가 개회되기 전, 불신임 투표가 상정되어 통과되거나, 재정법이 부결되거나, 주요 법안이 부결될 때 해산된다.
그러나 고정임기 의회법은 이런 관례를 폐지하여 새로운 선거를 소집하는 유일한 방법은 불신임 투표를 명시적으로 통과시키거나 하원에서 3분의 2 이상의 다수결로 새로운 선거를 소집하는 것이라고 규정하였다. 따라서, 정부가 불신임 투표를 통해 하원을 유지하였지만 내부 갈등이나 연립 정부의 붕괴로 인해 법안을 통과시키지 못했을 시에는 정부가 폐쇄될 가능성이 있다는 추측이 존재한다.
2022년, 고정임기 의회법이 의회 해산 및 소집법에 의해 폐지되어 정부가 폐쇄되는 일이 사실상 불가능해졌다.

### 북아일랜드
2017년 1월 북아일랜드 의회에서 권력 분담 등의 내용이 담긴 벨파스트 협정이 무너지면서 의회가 중요한 지출 법안을 포함한 법안을 통과시키지 못하게 되었다.

## 같이 보기
- 예산 위기(영어판)
- 내각 위기(영어판)
- 헌법적 위기(영어판)
- 교착 상태 (정치)(영어판)
- 직장폐쇄

## 참고문헌
1. ↑  Zurcher, Anthony (2013년 10월 1일). “US Shutdown Has Other Nations Confused and Concerned”. 《BBC News》. 2013년 10월 3일에 원본 문서에서 보존된 문서. 2013년 10월 4일에 확인함.
2. ↑  “Parliamentary Elections” (PDF). 《parliament.uk》. Parliament. 2019년 1월 22일에 확인함.
3. ↑  Bush, Stephen (2017년 6월 12일). “There's something everyone has missed about the DUP and the Fixed Term Parliaments Act”. 《www.newstatesman.com》 (영어). New Statesman. 2019년 1월 22일에 확인함.
4. ↑  Talbot, Colin. “Budget 2015 could see a government shutdown in the UK”. 《The Conversation》 (영어). 2019년 1월 31일에 확인함.
5. ↑  “Why Northern Ireland's parliament lies empty”. 《The Economist》. 2017년 11월 21일. 2019년 2월 1일에 확인함.
6. ↑  McDowell, Iain (2018년 2월 5일). “Stormont deadlock: Need-to-know guide”. 《bbc.com》. BBC. 2019년 1월 22일에 확인함.
7. ↑  Kelly, Ben (2019년 1월 4일). “Two years on: Why is there no government in Northern Ireland?”. 《The Independent》 (영어). 2019년 1월 31일에 확인함.
8. ↑  Hughes, Laura (2017년 1월 16일). “Snap election announced in Northern Ireland as power-sharing agreement collapses”. 《The Telegraph》. 2019년 1월 31일에 확인함.
9. ↑  Noack, Rick. “Why other countries don't have government shutdowns”. 《Washington Post》 (영어). 2019년 1월 22일에 확인함.